# كأس ترينيداد وتوباغو 2010–11
كأس ترينيداد وتوباغو 2010–11 (بالإنجليزية: 2010–11 Trinidad and Tobago FA Trophy)‏ هو موسم من كأس ترينيداد وتوباغو ‏. كان عدد الأندية المشاركة فيه 32، وفاز فيه سان جوان جابلوتي.